# Adolphe Menjou
Adolphe Jean Menjou, född 18 februari 1890 i Pittsburgh, Pennsylvania, död 29 oktober 1963 i Beverly Hills, Kalifornien, var en amerikansk skådespelare.

## Biografi
Menjou föddes i Pittsburgh, Pennsylvania med franskt och irländskt påbrå och växte upp i ett romersk-katolskt hem. Menjou gick på Culver Military Academy och tog examen vid Cornell University som ingenjör. Då han kände sig attraherad av vaudeville gjorde han sin filmdebut 1916 i The Blue Envelope Mystery. Under första världskriget tjänstgjorde han som kapten i ambulansservicen.
Då han återkom från kriget blev han en stjärna i till exempel filmerna Shejken och De tre musketörerna. När han agerade i Charlie Chaplins En kvinna i Paris kom han att representera sinnebilden av en välklädd rik man.
Hans karriär avstannade när ljudfilmen infördes men 1930 spelade han i Marocko mot Marlene Dietrich. Han nominerades till en Oscar för Det stora reportaget (1931).
År 1947 samarbetade Menjou med House Committee on Un-American Activities i deras jakt på kommunister i Hollywood. Menjou var den ledande medlemmen i Motion Picture Alliance for the Preservation of American Ideas, en högergrupp som grundats för att motverka kommunisminfluenser i Hollywood. Andra medlemmar inkluderade Barbara Stanwyck och hennes make, skådespelaren Robert Taylor.
Menjou publicerade sin självbiografi, It Took Nine Tailors samma år. Han avslutade sin karriär med roller som en fransk officer under första världskriget i 1957 års Ärans väg och som en snål gammal man i Pollyanna från 1960.
Menjou har en stjärna på Hollywood Walk of Fame vid 6822 Hollywood Blvd.

## Filmografi i urval
- Shejken (1921)
- De tre musketörerna (1921)
- Head over Heels (1922)
- Den farliga leken (1923)
- En kvinna i Paris (1923)
- A Night of Mystery (1928)
- Mysterious Mr. Parkes (1930)
- Marocko (1930)
- Det stora reportaget (1931)
- Prestige (1932)
- Förbjuden (1932)
- Farväl till vapnen (1932)
- Hur ska detta sluta? (1933)
- Gold Diggers of 1935 (1935)
- Broadway Gondolier (1935)
- Folkets jubel (1936)
- Förbjuden ingång (1937)
- Skandal i Hollywood (1937)
- The Goldwyn Follies (1938)
- That’s Right You’re Wrong (1939)
- Absolut oskyldig! (1942)
- Bröllop i Buenos Aires (1942)
- Sånt händer i Paris (1946)
- Du och ingen annan (1947)
- Tvålfagra löften (1947)
- I valet och kvalet (1948)
- My Dream Is Yours (1949)
- To Please a Lady (1950)
- The Fuzzy Pink Nightgown (1957)
- Ärans väg (1957)
- I Married a Woman (1958)
- Pollyanna (1960)